# شوار

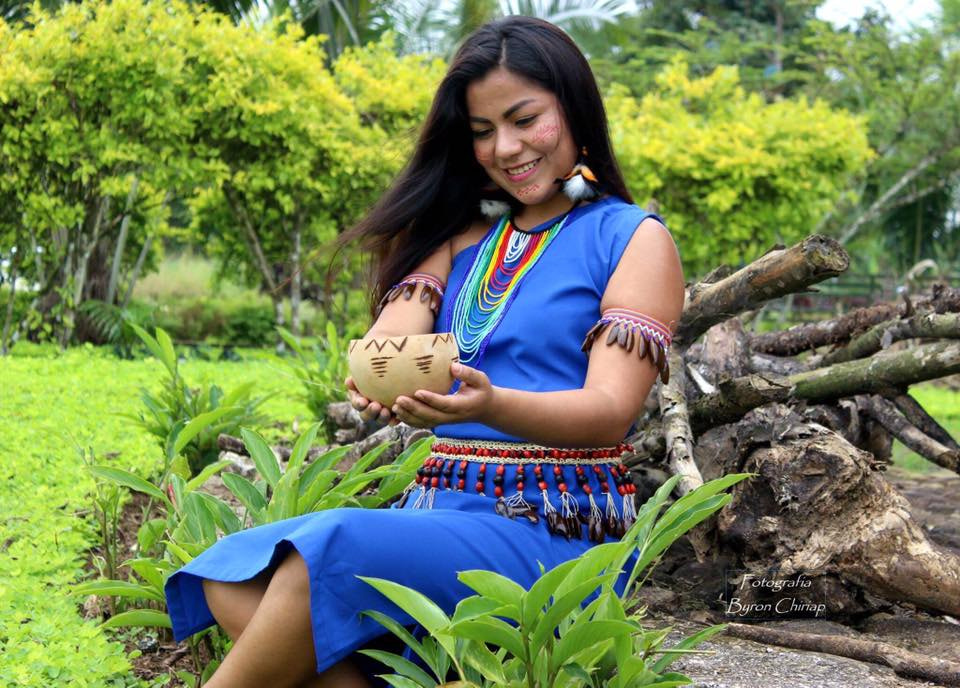
شوار از اقوام بومی کشور اکوادور

شوار از اقوام بومی کشور اکوادور هستند که در حوالی رود مارانیون و آمازون در حدود پنجاه هزار تن جمعیت دارند.زبان آنها شواری است.درمیان شوارها تعدد زوجات رایج است.مردم شوار شمنیست هستند و به مرگ طبیعی باور ندارند و اعتقاد دارند موجودی نامرئی بنام تسنتساک با خنجر مردم را می کشد.لفظ شوار در زبان شواری معنی مردم می دهد.